# Ralph Burns
Ralph Burns, nato Ralph Jose P. Burns (Newton, 29 giugno 1922 – Los Angeles, 21 novembre 2001), è stato un pianista, arrangiatore e compositore statunitense di colonne sonore cinematografiche e di musical.

## Biografia
Dopo gli studi musicali (al New England Conservatory di Boston, 1938-1939) ottenne il suo primo ingaggio professionale in seno all'orchestra di Nick Jerrett (1940-1941), poi in quella di Charlie Barnet e per breve tempo con Red Norvo.
Nel 1944 entrò a far parte dell'ensemble di Woody Herman (First Herd) in qualità di pianista prima ed arrangiatore in seguito, e sarà quest'ultima attività a dargli una meritata fama con vari musicisti nel corso del tempo.
Dalla metà degli anni cinquanta la sua principale attività fu la composizione e l'arrangiamento per programmi radiofonici, televisivi e per il cinema, parallelamente registrando alcuni album a proprio nome e per altri importanti jazzisti.
Nel 1965 ebbe un'altra (breve) collaborazione con Woody Herman.
Vinse il suo primo dei due oscar ricevuti, come supervisore musicale del film Cabaret e compose (tra le altre) la colonna sonora per il film Lenny, ebbe un ruolo importante, sempre come supervisore musicale e produttore (e pure come autore di alcuni brani) per la colonna sonora del film di Martin Scorsese New York, New York.

## Discografia

### Come Leader o Co-Leader
- 1952 - Free Forms (Mercury Records, MGC-115)
- 1955 - Ralph Burns Among the JATP's (Norgran Records, MGN-1028)
- 1955 - Spring Sequence (Period Records, SPL-1105)
- 1955 - Bijou (Period Records, SPL-1109)
- 1956 - Jazz Studio 5 (Decca Records, DL 8235)
- 1957 - The Masters Revisited (Decca Records, DL 8555)
- 1957 - Jazz Recital (Verve Records, MGV-8098) album split condiviso con Billie Holiday, (Ralph Burns ha il lato B del disco, gli otto brani sono gli stessi dell'ellepì Free Forms)
- 1958 - Very Warm for Jazz (Decca Records, DL 9207/DL 79207)
- 1958 - The Swinging Seasons (MGM Records, E-3616) album split a nome The Dick Hyman Trio e The Leonard Feather-Ralph Burns Orchestra
- 1959 - Gershwin's Porgy and Bess in Modern Jazz (Decca Records, DL 9215/DL 79215)
- 1960 - New York's a Song (Decca Records, DL 9068/DL 79068)
- 1961 - Where There's Burns, There's Fire (Warwick Records, W-5001/W-5001ST)
- 1962 - Swingin' Down the Lane (Epic Records, LN 24015/BN 26015)

## Filmografia parziale

### Cinema
- Cabaret, regia di Bob Fosse (1972)
- Lenny, regia di Bob Fosse (1974)
- In tre sul Lucky Lady (Lucky Lady), regia di Stanley Donen (1975)
- Il boxeur e la ballerina (Movie Movie), regia di Stanley Donen (1978)
- All That Jazz - Lo spettacolo comincia (All That Jazz), regia di Bob Fosse (1979)
- Urban Cowboy, regia di James Bridges (1980)
- L'ospite d'onore (My Favorite Year), regia di Richard Benjamin (1982)
- Annie, regia di John Huston (1982)
- C'è... un fantasma tra noi due (Kiss Me Goodbye), regia di Robert Mulligan (1982)
- Star 80, regia di Bob Fosse (1983)
- National Lampoon's Vacation, regia di Harold Ramis (1983)
- I Muppet alla conquista di Broadway (The Muppets Take Manhattan), regia di Frank Oz (1984)
- Perfect, regia di James Bridges (1985)
- Charlie - Anche i cani vanno in paradiso (All Dogs Go to Heaven) - film d'animazione, regia di Don Bluth, Dan Kuenster e Gary Goldman (1989)

### Televisione
- Operazione ladro (It Takes a Thief) - serie TV, 1 episodio (1968)
- Reporter alla ribalta (The Name of the Game) - serie TV, 3 episodi (1969)
- Storie incredibili (Amazing Stories) - serie TV, 2 episodi (1986-1987)
- CBS Summer Playhouse - serie TV, 1 episodio (1987)

## Premi Oscar Miglior Colonna Sonora

### Vittorie
- Cabaret (1973)[1]
- All That Jazz - Lo spettacolo continua (1980)[2]

### Nomination
- Annie (1983)